# Phylloxera foae
Phylloxera foae är en insektsart som beskrevs av Carl Julius Bernhard Börner 1909. Phylloxera foae ingår i släktet Phylloxera och familjen dvärgbladlöss. Inga underarter finns listade i Catalogue of Life.